# Friedrich Boemke
Friedrich Boemke (* 16. April 1906 in Dortmund; † 13. Februar 1984 in Hamburg) war ein deutscher Pathologe und Hochschullehrer.

## Leben

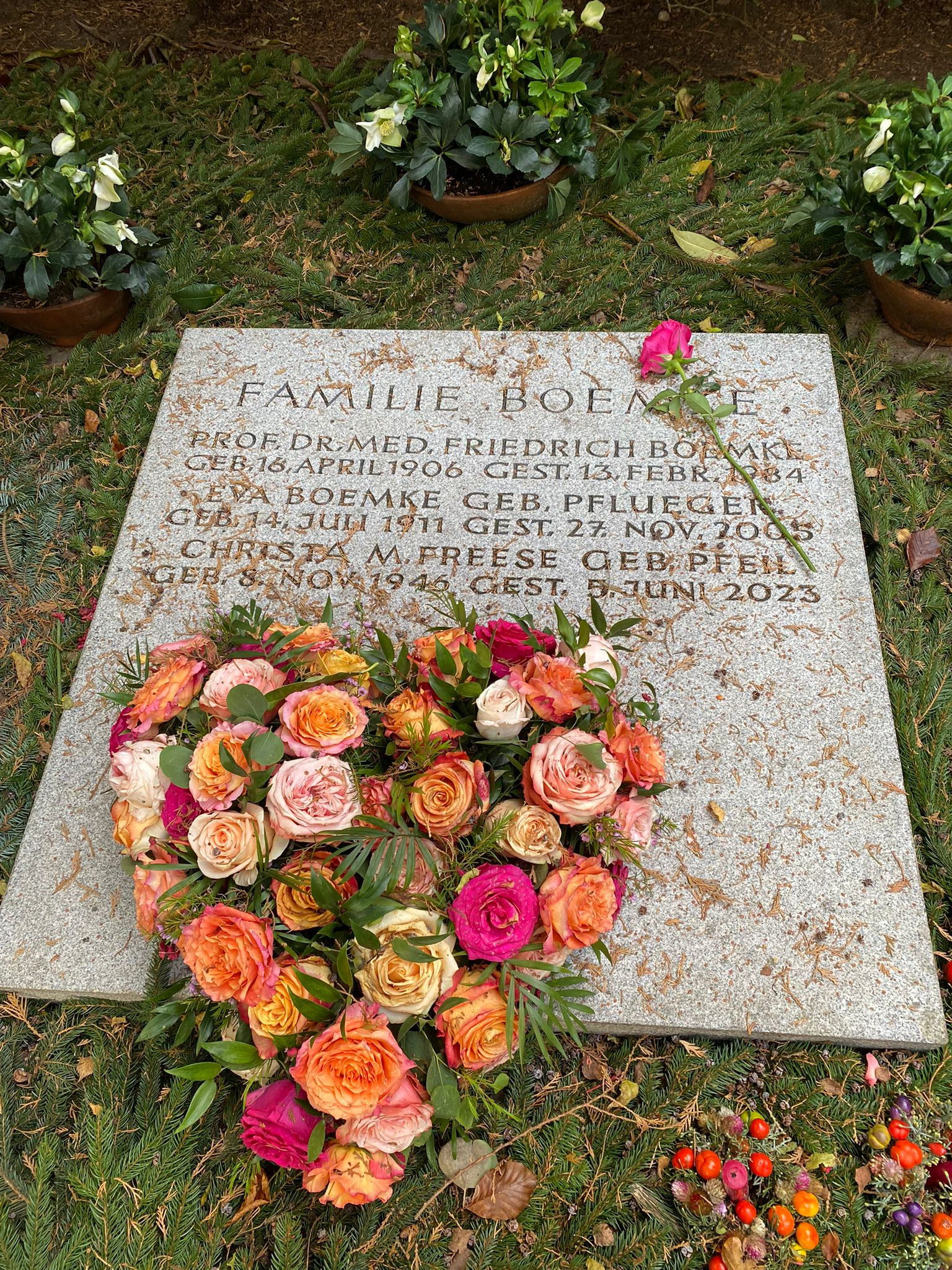
Grabstätte auf dem Nienstedtener Friedhof

Boemke immatrikulierte sich zum Sommersemester 1925 an der Eberhard-Karls-Universität für Medizin. Am 19. Februar 1926 wurde er im Corps Rhenania Tübingen recipiert. Nach einem Jahr inaktiviert, wechselte er an die Universität Hamburg, die Universität Wien, die Albert-Ludwigs-Universität Freiburg und die Hessische Ludwigs-Universität. In Gießen bestand er 1932 das Staatsexamen. 
Er begann seine Ausbildung in Pathologie  bei Walther Berblinger an der Friedrich-Schiller-Universität Jena. Nach einem Jahr kehrte er an die Ludwigs-Universität zurück, die ihn 1933 zum Dr. med. promovierte. Im Pathologischen Institut wurde er 1937 Oberarzt. Im Heer (Wehrmacht) wurde er 1938 Assistenzarzt der Reserve. 1939 bei Georg Herzog habilitiert, nahm er bis 1945 am Zweiten Weltkrieg teil, zuletzt als Stabsarzt. Er erhielt das Kriegsverdienstkreuz II. und I. Klasse mit Schwertern und die Medaille Winterschlacht im Osten 1941/42. In Berlin wurde er 1942 Mitglied der Forschungsgruppe an der Militärärztlichen Akademie und Direktor des Pathologischen Instituts vom Robert-Koch-Krankenhaus. 1943 erkannte er den Zusammenhang von Asbestose und Bronchialkarzinom und von Silikose und Lungenemphysem. Er wurde von der Friedrich-Wilhelms-Universität übernommen und 1944 zum Professor ernannt. 
Im November 1945 kehrte Boemke in seine Heimatstadt zurück. Als Nachfolger von Hermann Schridde wurde er Direktor vom Pathologischen Institut der Städtischen Krankenanstalten Dortmund. Als eine der größten Prosekturen in Westdeutschland erhielt sie 1954 einen von Boemke konzipierten Neubau. Bis 1971 war Boemke Ärztlicher Direktor des Hauses. In der Nachkriegszeit in Deutschland sorgte er mit Georg Benno Gruber und Arnold Lauche für die Wiederaufnahme der Jahrestagungen der Deutschen Gesellschaft für Pathologie. Sie wählte ihn in ihren Vorstand. Er leitete die Jahrestagungen in Dortmund (1962) und Göttingen (1967). Er trat 1969 in den Ruhestand und lebte ab 1971 in Baden-Baden, später in Hamburg (Oberstr. 54). Er liebte die Musik von Richard Strauss.
Verheiratet war er seit 1935 mit Eva Pflueger (1911–2005) aus Hamburg. Der Ehe entstammen zwei Töchter und ein Sohn. Friedrich Boemke wurde auf dem Nienstedtener Friedhof beigesetzt.

## Ehrungen
- Präsident der Deutschen Gesellschaft für Pathologie (1966/67)[4]
- Ernst-von-Bergmann-Plakette[4]

## Werke
- Spezielle Pathologie des Skeletts und seiner Teile – Unspezifische Entzündungen, metastatische Geschwülste, Parasiten, Wirbelsäule, Becken. In: Friedrich Henke, Otto Lubarsch (Hrsg.): Handbuch der speziellen pathologischen Anatomie und Histologie. Band 4. Berlin 1939.
- Zur pathologischen Anatomie der Diphtherie. In: Medizinische Klinik. 41, 1946, S. 260–262.
- Der plötzliche Tod aus natürlicher Ursache bei Soldaten während des vergangenen Krieges. In: Frankfurter Zeitschrift für Pathologie. 59, 1947, S. 104–142.
- Das neue Pathologische Institut in Dortmund. In: Zentralblatt für Allgemeine Pathologie. 92, 1955, S. 285–291.